# 葎叶蛇葡萄
葎叶蛇葡萄（学名：Ampelopsis humulifolia）为葡萄科蛇葡萄属的植物。分布于中国大陆的青海、山东、山西、河南、辽宁、内蒙古、河北、陕西等地，生长于海拔400米至1,100米的地区，一般生于灌丛林缘、山沟地边或林中，目前尚未由人工引种栽培。

## 别名
葎叶白蔹（北京） 小接骨丹（陕南）

## 异名
- Ampelopsis humulifolia Bunge var. heterophylla (Thunb.) K. Koch
- Ampelopsis humulifolia Bunge var. trisecta Nakai